# 마라타-마이소르 전쟁
마라타-마이소르 전쟁(Maratha-Mysore War, -戰爭)은 1785년 2월부터 1787년 4월까지 벌어진 마라타 제국-하이데라바드 번왕국 연합 세력과 마이소르 왕국 간의 전쟁이다. 1780년부터 1784년까지 치러졌던 제2차 영국-마이소르 전쟁 이후 마라타 제국과 하이데라바드 번왕국은 동맹을 맺고 양쪽 모두가 마이소르에 빼앗긴 영토를 되찾으려 하고 있었다. 마이소르의 군주 티푸 술탄은 이를 감지하고, 마라타 측의 공세를 차단하기 위해 이들과의 전쟁에 나섰다. 마라타 제국은 영국 동인도회사의 개입을 이끌어내려 했으나, 당시 총독이었던 찰스 콘월리스는 중립으로 일관하였다.
전황은 일진일퇴를 거듭하였고, 전쟁은 2년 남짓 지속되다가 1787년 4월 가젠드라가드 조약으로 종결되었다. 이 조약으로 양측 모두 약간의 영토상 이득을 보았으며, 마이소르는 마라타에 단발성 공물을 바쳤다.

## 주요 전투
- 나르군드 포위전, 1785년 2월
- 바다미 포위전, 1786년 5월
- 아도니 포위전, 1786년 6월
- 가젠드라가드 전투, 1786년 6월
- 바하두르벤다 포위전, 1786년 8월
- 제1차 사바누르 전투, 1786년 10월 1일
- 제2차 사바누르 전투, 1786년 12월 3일

## 참고 문헌
- Duff, James Grant. A history of the Mahrattas, Volume 2.
- Kumar, Raj. Essays on modern India.
- Sen, Sailendra Nath. Anglo-Maratha relations, 1785-96.